# IC 683
IC 683 ist eine elliptische Galaxie vom Hubble-Typ E im Sternbild Löwe auf der Ekliptik. Sie ist schätzungsweise 685 Millionen Lichtjahre von der Milchstraße entfernt.
Das Objekt wurde am 14. April 1888 von dem französischen Astronomen Guillaume Bigourdan entdeckt.